# تاكاشي تيزوكا
تاكاشي تيزوكا (باليابانية: 手塚 卓志) ، من مواليد 17 نوفمبر 1960 ، وهو مخرج ألعاب فيديو لشركة نينتندو ، واشتهر بتصميمه للعبة ذا ليجند أوف زيلدا.